# فونتانتو دآگونیا
فونتانتو دآگونیا (به ایتالیایی: Fontaneto d'Agogna) یک کومونه در ایتالیا است که در استان نووارا واقع شده‌است.

## خصوصیات
فونتانتو دآگونیا ۲۱٫۲ کیلومترمربع مساحت و ۲٬۶۵۱ نفر جمعیت دارد.